# Nasiba Surkiyeva
Nasiba Salayeva-Surkieva (11 de enero de 1982) es una deportista turcomana que compitió en judo. Ganó una medalla de bronce en los Juegos Asiáticos de 2002, y dos medallas de bronce en el Campeonato Asiático de Judo en los años 2000 y 2001.

## Palmarés internacional
| Juegos Asiáticos    | Juegos Asiáticos      | Juegos Asiáticos  | Juegos Asiáticos |
| Año                 | Lugar                 | Medalla           | Categoría        |
| ------------------- | --------------------- | ----------------- | ---------------- |
| 2002                | Busan (Corea del Sur) | Medalla de bronce | –78 kg           |
| Campeonato Asiático |                       |                   |                  |
| Año                 | Lugar                 | Medalla           | Categoría        |
| 2000                | Osaka (Japón)         | Medalla de bronce | –78 kg           |
| 2001                | Ulán Bator (Mongolia) | Medalla de bronce | –78 kg           |